# Radiorama (banda)
Radiorama fue un proyecto musical muy conocido del género musical italo disco. La historia de Radiorama comienza en 1985, cuando la excelente compositora e intérprete Simona Zanini compone con el productor italiano Martinelli un tema titulado Chance to desire; este tema sería inicialmente editado sólo como sencillo en el sello italiano Out Records. Aparentemente, la interpretación vocal del tema fue realizada por un artista italiano llamado Hank Shostack, el cual es recordado por su éxito "Don't tell me" (editado en 1986 y licenciado en España por Blanco y Negro). Chance to desire fue la única producción de Radiorama durante la época italo disco llevada a cabo sin la participación de Mauro Farina y Giuliano Crivellente, si bien ya compuesta por Simona Zanini.

## Biografía

### Desde 1985 a 1989
Su primera etapa, es decir, durante el reinado del italo disco y el Hi-NRG en las pistas de baile europeas. Las producciones de Radiorama fueron interpretadas por Mauro Farina (voz solista) y Simona Zanini (voz femenina de la formación); asimismo, los temas fueron esencialmente compuestos, realizados y arreglados por Mauro Farina & Giuliano Crivellente, que realizaban también la producción "ejecutiva" o directa de los mismos (la producción económica corrió a cargo, en la mayoría de estos temas, de Paolo Gemma y Marco Bresciani).

### Desde 1989 a 2002
Su segunda etapa. Siguieron apareciendo en el mercado musical nuevas producciones firmadas bajo el nombre "Radiorama", realizadas ya sin la interpretación vocal de la formación clásica Farina-Zanini, aunque sí producidas y compuestas por el primero, y editadas en el sello italiano 21st Century Records, creado en 1993 por el propio Farina e integrado a su vez en el grupo discográfico S.A.I.F.A.M.
Dichas producciones corresponden a un estilo más cercano al eurobeat (con la única excepción de "Aliens 2: the nightmare" , editado en 1992, y que recuerda poderosamente las melodías - aunque no la instrumentación - de la época italo disco); estilo que en algunos países ha sido denominado como "Euroenergy", y que podría ser definido como el sonido Hi-NRG que actualmente se practica en Italia.
Después de este primer éxito (más tarde editado también como maxisencillo en Discomagic) comienza lo que podríamos considerar la auténtica carrera musical de Radiorama; la vehemente interpretación solista de Mauro Farina, sumada a la poderosa voz de Simona Zanini y a la línea de producción que Farina & Crivellente proporcionaban a sus producciones (con gran profusión de coros y efectos de sonido, un relativamente bajo BPM y una trabajadísima instrumentación) contribuyeron a crear un sonido propio, potente y exclusivo, en los temas de Radiorama, que podemos encontrar también en otras joyas de la misma época como "My dream" de Tension o "All the night", o "Warrior", de Riki Maltese, igualmente producidas por Farina & Crivellente. La absoluta obra maestra de dicho sonido es, posiblemente, "Desire", realizada en 1985.

## Historia
Después de "Desire" vendría una serie ininterrumpida, durante 1986 y 1987, de grandes obras maestras, las primeras de las cuales fueron "Hey hey" y "Vampires". Como consecuencia del gran éxito conseguido hasta entonces, Farina & Crivellente decidieron grabar un álbum, que recibió el nombre de "Desires and Vampires" y fue editado en 1986. Tanto los maxis como el álbum fueron grabados para Out Records, pero los siguientes éxitos "Yeti" y "Aliens" (ambos en 1986) aparecerían ya bajo (que era, así mismo, la compañía encargada de llevar a cabo la distribución de todas sus producciones).
El segundo álbum no tardaría en llegar; se titularía precisamente "The second album" y aparecería en 1987, en el cual, a partir de entonces y hasta 1993, serían editadas todas las nuevas producciones.
También en 1987 fue licenciado en algunos países, entre ellos España, la remezcla de "Chance to desire", así como dos nuevas obras maestras: "So I know" y "Fire".
La edición de estos últimos discos coincidió en gran medida con la progresión del sonido italiano hacia nuevas sonoridades: el Hi-NRG comenzaba a imponerse a lo largo de Europa, y gran cantidad de productores comenzaban a dejar de lado los esquemas tradicionales del italo disco para acercarse a fórmulas aún más comerciales: comienza así la época de mayor éxito de formaciones como Gipsy and Queen, Fun Fun o Sophie, Savage o Albert One. Los discos realizados por Farina & Crivellente no fueron una excepción a ello, y así las nuevas producciones de Atrium o Fred Ventura denotarán dicha influencia, en tanto otros como Riki Maltese o Joe Yellow permanecerán más cercanos al sonido clásico del italo disco.
El sonido de Radiorama experimenta durante esta época una progresión hacia el Hi-NRG; Farina & Crivellente proporcionan a sus producciones un BPM superior y un mayor protagonismo de la voz femenina. Sin embargo, la aceptación de los nuevos temas sigue siendo alta y "Abcd/Bad girls" es un rotundo éxito durante el verano de 1988. Del mismo año es "Manitu" y el tercer álbum, "The Legend", dentro del cual aún podemos hallar, temas interpretados directamente por Mauro Farina en un estilo, si bien más rápido todavía cercano a la fórmula del italo disco tradicional; "Heartbreaker" o "Bye bye baby" son buenas muestras de ello.
El siguiente trabajo, tras la edición, también en 1988, de un Medley Mix es, ya en 1989, "Bad boy you", que sería objeto asimismo de una remezcla en el verano del mismo año, después del cual serían editados el nuevo álbum "Four years after" y un doble álbum titulado "The Best of Radiorama", que podemos considerar el mejor testigo de la gran serie de producciones iniciada en 1985 con "Chance to desire", puesto que el siguiente maxisencillo, "Baciami", puede considerarse el último directamente relacionado con la etapa italo disco y el comienzo de la progresión hacia el sonido eurobeat que caracterizará las producciones realizadas por Mauro Farina bajo el nombre de "Radiorama" en los años 90, además de ser la última que cuenta con la interpretación y producción clásica de Radiorama.
Cabe aún, no obstante, contar una última producción, Aliens: the nightmare, editada en 1993, cuya instrumentación hace recordar (en buena parte gracias a la interpretación vocal, cuatro años después, de Mauro Farina) la discografía clásica de Radiorama, si bien su BPM es muy superior al de las producciones italo  disco y Hi-NRG de los años 80.

## Discografía

### Sencillos
- «Chance to Desire»
- «Desire»
- «Hey Hey»
- «Vampires»
- «Aliens»
- «Yeti»
- «Fire»
- «So I Know»
- «Manitu»
- «Abcd»
- «Bad Girls»
- «Heartbreaker»
- «Daddy Daddy»
- «Friend»

### Álbumes
- Desires And Vampires (1986)
- The Second (1987)
- The Legend (1988)
- 4 Years After (1989)
- Best Of (1989)
- The Fifth (1990)
- Golden Hits (1996)
- The World of Radiorama (1999)
- Yesterday Today Tomorrow (2002)

## Enlaces Web
- Eurodancehits
- S.A.I.F.A.M
- Música

- Datos: Q2126460